# جامعة باكنغهام
جامعة باكنغهام (بالإنجليزية: University of Buckingham)‏  هي جامعة خاصة، تأسست في 1975، في المملكة المتحدة.